# سامول ملکونیان
سامول نورایری ملکونیان (ارمنی: Սամվել Նորայրի Մելքոնյան؛ زادهٔ ۱۵ مارس ۱۹۸۴ در ایروان) یک بازیکن فوتبال در پست هافبک، مهاجم اهل ارمنستان است.

## باشگاهی
از باشگاه‌هایی که در آن بازی کرده‌است می‌توان به بانانتس، متالورگ دونتسک، میکا، اولیس، گاندزاسار و آلاشکرت اشاره کرد.

## تیم ملی
وی همچنین در  زیر ۲۱ سال ارمنستان و تیم ملی فوتبال ارمنستان بازی کرده‌است. ملکونیان نخستین بازی ملی خود را در مقدماتی جام جهانی فوتبال ۲۰۰۶ در تاریخ ۳ سپتامبر ۲۰۰۵ در ایروان در مقابل هلند انجام داده‌است.

## افتخارات
باشگاه فوتبال آلاشکرت
- لیگ برتر فوتبال ارمنستان: (۱۷–۲۰۱۶)

بانانتس ایروان
- جام استقلال ارمنستان: ۲۰۰۷